# Tarnivți, Ujhorod
Tarnivți (în ucraineană Тарнівці) este localitatea de reședință a comunei Tarnivți din raionul Ujhorod, regiunea Transcarpatia, Ucraina.

## Demografie
Componența lingvistică a localității Tarnivți
     Ucraineană (55,45%)
     Maghiară (41,85%)
     Slovacă (1,64%)
     Alte limbi (0,82%)
Conform recensământului din 2001, majoritatea populației localității Tarnivți era vorbitoare de ucraineană (55,45%), existând în minoritate și vorbitori de maghiară (41,85%) și slovacă (1,64%).